# Maclean's
Maclean's é uma revista semanal de notícias canadense. Foi lançada em 1905, com o nome de The Business Magazine. Sua circulação semanal é de 350 mil revistas.